# Municipio de Iecava
El municipio de Iecavas (en Letón: Iecavas novads) es uno de los ciento diez municipios de Letonia, se encuentra localizado en el suroeste de dicho país báltico. Fue creado durante el año 2003 después de una reorganización territorial. La ciudad capital es la ciudad de Iecava.

## Ciudades y zonas rurales
- Iecava (ciudad)

## Población y territorio
Su población se encuentra compuesta por un total de 9.8457 personas (2009). La superficie de este municipio abarca una extensión de territorio de unos 311,6 kilómetros cuadrados. La densidad poblacional es de 31,59 habitantes por cada kilómetro cuadrado.